# 天主教姆特瓦拉教區
天主教姆特瓦拉教區 （拉丁語：Dioecesis Tunduruensis-Masasiensis）是坦桑尼亞一個羅馬天主教教區，屬松蓋阿總教區。
姆特瓦拉自治會院區成立於1931年12月22日，1972年12月18日升為教區。
教區位於姆特瓦拉區東部，座堂位於姆特瓦拉。2004年有教友62,273人（佔轄區總人口9.0%）、十五個堂區、四十五名司鐸。現任教區主教為加卑額爾‧姆莫萊。